# Municipio de Washington (condado de Bergen)
El municipio de Washington (en inglés: Washington Township) es un municipio ubicado en el condado de Bergen en el estado estadounidense de Nueva Jersey. En el año 2010 tenía una población de 9.102 habitantes y una densidad poblacional de 1.182,08 personas por km².

## Geografía
El municipio de Washington se encuentra ubicado en las coordenadas 40°59′29″N 74°3′35″O / 40.99139, -74.05972.

## Demografía
Según la Oficina del Censo en 2000 los ingresos medios por hogar en el municipio eran de $83,694 y los ingresos medios por familia eran $88,017. Los hombres tenían unos ingresos medios de $67,090 frente a los $41,699 para las mujeres. La renta per cápita para la localidad era de $39,248. Alrededor del 2.4% de la población estaba por debajo del umbral de pobreza.